# John Vos
John Vos (Winschoten, 4 februari 1987) is een voormalig Nederlands voetballer en huidig keeperstrainer bij FC Groningen.

## Loopbaan
Vos is een keeper die in het seizoen 2006-2007 voor Helmond Sport speelde. Het daaropvolgende seizoen tekende hij een contract bij FC Den Bosch. In 2018 werd hij aangesteld als keeperstrainer bij FC Den Bosch. Op 12 mei 2021 zat hij vanwege veel absenties nog eenmalig als keeper op de bank bij de uitwedstrijd tegen MVV Maastricht. In 2023 maakte John Vos een transfer naar FC Groningen. 

## Carrière
| Seizoen | Club          | Land      | Competitie     | Wedstrijden | Doelpunten |
| ------- | ------------- | --------- | -------------- | ----------- | ---------- |
| 2006/07 | Helmond Sport | Nederland | Eerste divisie | 5           | 0          |
| 2007/08 | FC Den Bosch  | Nederland | Eerste Divisie | 3           | 0          |
| Totaal  |               |           |                | 8           | 0          |